# Francisco López Conejo
Francisco López Conejo (Málaga, España, 1662 - Cartago, Costa Rica, 14 de diciembre de 1716) fue un militar español, que como teniente de gobernador estuvo a cargo interinamente del gobierno de la provincia de Costa Rica del 27 de abril al 11 de mayo de 1713.

## Datos familiares y carrera militar
Fue hijo de Andrés Díaz y Andrea de la Fuente. Casó en Cartago el 11 de mayo de 1687 con María de Quirós y Gascón, hija de Francisco de Quirós y Calvo y María de Angulo Gascón y Molina.Hijos de este matrimonio fueron: 1) Manuel, sacerdote, licenciado en cánones, cura de Esparza y cura interino de Cartago; 2) Pablo, casado en Cartago en julio de 1718 con Teresa Jiménez Maldonado y Ávila Hidalgo; 3) Josefa Úrsula, casada con don José de Alvarado y Vidamartel; 4) Luis, fraile franciscano, 5) Diego, casado con doña María de Jesús de la Riva Agüero, y 6) Eulalia, casada con don Lucas José Blasco y Vidamartel.
Sirvió en la Armada Real y en el presidio de Panamá. Se estableció en Costa Rica alrededor de 1686. Fue dueño de plantaciones de cacao en la región del río Matina y también se dedicó a actividades comerciales.

## Cargos públicos
Fue  alcalde ordinario de Cartago en 1695, alférez, capitán de infantería del valle de Matina, teniente general de Cartago, teniente de gobernador, y capitán general de Boruca. En 1710 participó como sargento mayor en la expedición del gobernador don Lorenzo Antonio de Granda y Balbín para castigar la sublevación de Talamanca, dirigida por el cacique de Suinse Pablo Presbere.

## Teniente de gobernador
El 27 de abril de 1713 le correspondió hacerse cargo del gobierno de Costa Rica, por haber fallecido el maestre de campo José de Casasola y Córdoba, teniente de gobernador, que lo ejercía interinamente desde el 6 de octubre de 1712. El 11 de mayo de 1713 entregó el mando al sargento mayor José Antonio Lacayo de Briones y Palacios, designado como nuevo gobernador por la Real Audiencia de Guatemala el 11 de diciembre de 1712.  
Testó en Cartago el 13 de diciembre de 1716 y falleció poco después. Su bisnieta doña Micaela López Conejo y Guzmán Portocarrero fue esposa del prócer de la Independencia José Santos Lombardo y Alvarado, presidente de la Junta Superior Gubernativa de Costa Rica de enero a marzo de 1823.